# حق
حق واژه‌ای است که در معانی راست و درست و همچنین در معنی «آنچه فرد یا پدیده‌ای سزاواری آن را دارد» به کار می‌رود.

## مسائل تعریفی
یکی از راه‌های ایده گرفتن از درک‌ها و حواس متعدد این اصطلاح، در نظر گرفتن روش‌های مختلف استفاده از آن است. بسیاری از موارد متنوع به عنوان حق ادعا می‌شوند:
حق زندگی، حق انتخاب؛ حق رأی دادن، کار کردن، اعتصاب کردن حق داشتن یک تماس تلفنی، انحلال مجلس، کار با لیفتراک، پناهندگی، برخورد برابر با قانون، احساس افتخار نسبت به کاری که انجام داده‌است؛ حق وجود، محکوم کردن مجرم به اعدام، شروع نخستین حمله هسته ای، حمل سلاح مخفی به هویت ژنتیکی مشخص. حق باور داشتن چشمان خود، تلفظ زن و شوهر زن و شوهر، تنها ماندن، رفتن به جهنم به روش خود.
به همین ترتیب روش‌های مختلفی برای طبقه‌بندی حقوق وجود دارد، مانند:
چه کسی ادعا می‌شود حق دارد: حقوق کودکان، حقوق حیوانات و جانوران، حقوق کارگران، حقوق ایالت‌ها، حقوق مردم. حق ادعا شده مربوط به چه اقداماتی است یا چه مواردی را بیان می‌کند: حقوق بیان آزاد، برای صدور حکم؛ حقوق حریم خصوصی، سکوت کردن حقوق مالکیت، حقوق بدنی. چرا صاحب حق (ظاهراً) حق دارد: حقوق اخلاقی از دلایل اخلاقی ناشی می‌شود، حقوق قانونی از قوانین جامعه ناشی می‌شود، حقوق عرفی جنبه‌های آداب و رسوم محلی است. چگونه حق ادعا می‌تواند تحت تأثیر اقدامات دارنده حق قرار گیرد: حق مسلم زندگی، حق سلب حق آزادی و حق معافیت پذیری که یک قول وفا می‌شود.
بحث‌های قابل توجهی در مورد معنای این اصطلاح در جامعه دانشگاهی، به ویژه در زمینه‌هایی مانند فلسفه، قانون، دئونتولوژی، منطق، علوم سیاسی و دین وجود دارد.

### حقوق طبیعی در برابر قانونی
- حقوق طبیعی: حقوقی هستند که از نظر «طبیعی نیستند، ساخته دست بشر نیستند»، مانند حقوق ناشی از طبیعت انسان یا از احکام خدای «طبیعی» هستند. آنها جهانی هستند یعنی برای همه مردم اعمال می‌شود و از قوانین جامعه خاصی نشأت نمی‌گیرد. آنها لزوماً در هر فردی وجود دارند و نمی‌توان آنها را از بین برد. به عنوان مثال، گفته شده‌است که انسانها از حق طبیعی زندگی برخوردارند. این حقوق را بعضی اوقات حقوق اخلاقی یا حقوق مسلم می‌نامند.
- حقوق قانونی: براساس آداب و رسوم، قوانین، اساسنامه یا اقدامات قانونگذاران یک جامعه است. یک نمونه از حق قانونی، حق رأی دادن به شهروندان است. تابعیت، خود اغلب مبنای داشتن حقوق قانونی تلقی می‌شود و به عنوان «حق داشتن حقوق» تعریف شده‌است. حقوق قانونی گاهی حقوق مدنی یا حقوقی خوانده می‌شوند و از نظر فرهنگی و سیاسی نسبی هستند زیرا از لحاظ معنایی به یک جامعه خاص اجتماعی بستگی دارند.

بعضی از متفکران حقوق را فقط به یک معنا می‌دانند در حالی که دیگران می‌پذیرند که هر دو حس دارای اعتبار هستند. در طول تاریخ بحث فلسفی قابل توجهی در مورد این حواس وجود داشته‌است. به عنوان مثال، جرمی بنتام معتقد بود که حقوق قانونی جوهره حقوق است و او وجود حقوق طبیعی را انکار می‌کند. در حالی که توماس آکویناس معتقد بود که حقوق ادعا شده توسط قانون مثبت اما در قانون طبیعی استوار نیستند، به هیچ وجه حقوق درستی نیستند، بلکه فقط نمای یا تظاهر به حقوق هستند.

### ادعا در برابر آزادی
- ادعای حق: حقی است که مستلزم آن است که شخص دیگری نسبت به دارنده حق وظیفه داشته باشد. شخص دیگری باید کاری را انجام دهد که به شخص دارنده ادعا یا برای آن متعهد باشد، مانند انجام یک سرویس یا تهیه کالایی برای او؛ یعنی او ادعایی نسبت به آن سرویس یا محصول دارد (اصطلاح دیگر عملی است). از نظر منطقی، این ایده را می‌توان اینگونه بیان کرد: «شخص A ادعا می‌کند که شخص B کاری را انجام می‌دهد اگر و فقط اگر B وظیفه انجام A کاری را نسبت به A داشته باشد.» هر ادعای حق مستلزم آن است که برخی دیگر از دارندگان وظیفه باید وظیفه ای را انجام دهند تا ادعا راضی شود. این وظیفه می‌تواند عمل کردن یا خودداری از عمل باشد. به عنوان مثال، بسیاری از حوزه‌های قضایی حقوق ادعای گسترده مواردی مانند «زندگی، آزادی و دارایی» را به رسمیت می‌شناسند. این حقوق به دیگران الزام می‌کند که بدون اجازه دارنده ادعا، به شخص تعرض یا ممانعت نکنند، یا از اموال وی استفاده نکنند. به همین ترتیب، در حوزه‌های قضایی که خدمات رفاه اجتماعی تضمین شده‌است، شهروندان دارای حق مطالبه قانونی هستند که می‌توانند با آنها ارائه شوند.
- حق آزادی: یا امتیاز آزادی به سادگی یک آزادی یا اجازه برای دارنده حق برای انجام کاری است و هیچ تعهدی برای طرف‌های دیگر برای انجام یا انجام ندادن هیچ کاری وجود ندارد. این را می‌توان در منطق چنین بیان کرد: «اگر شخص A بتواند کاری را انجام دهد و به انجام آن مجبور نباشد!شخص A در انجام آن دارای امتیاز است.» به عنوان مثال، اگر شخصی از حق قانونی آزادی بیان برخوردار باشد، این فقط بدان معناست که از نظر قانونی می‌تواند آزادانه صحبت کنند و این امر بدان معنا نیست که هر کسی باید به فعال کردن گفتار خود کمک کند یا به صحبت‌های او گوش دهد. یا حتی، فی نفسه، از توقف صحبت آنها خودداری کند، اگرچه سایر حقوق، از جمله ادعای حق آزاد بودن از تعرض، ممکن است کار دیگران برای جلوگیری از آنها را به شدت محدود کند.

حق  آزادی و حق  مطالبه وارونه یکدیگرند: شخص دارای حق آزادی است که به وی اجازه می‌دهد کاری را انجام دهد تنها در صورت وجود شخص دیگری که حق ادعا داشته باشد او را از این کار منع کرده‌است. به همین ترتیب، اگر شخصی نسبت به شخص دیگری حق ادعا داشته باشد، آزادی آن شخص دیگر محدود است. به عنوان مثال، یک شخص حق دارد در پیاده‌رو پیاده‌روی کند و می‌تواند آزادانه تصمیم بگیرد که این کار را انجام دهد یا خیر، زیرا هیچ گونه تعهدی برای انجام این کار یا خودداری از آن وجود ندارد. اما ممکن است عابران پیاده این تعهد را داشته باشند که در زمین‌های خاص مانند املاک شخصی دیگران که آن افراد دیگر حق مطالبه دارند، قدم نزنند؛ بنابراین حق آزادی راه رفتن فرد دقیقاً تا جایی گسترش می‌یابد که حق ادعای دیگری آزادی وی را محدود کند.

### مثبت در برابر منفی
به یک معنا، حق مجوز انجام کاری یا استحقاق خدمات یا درمان خاص از دیگران است و این حقوق را حقوق مثبت نامیده‌اند. با این حال، به تعبیری دیگر، حقوق ممکن است بی عملی را مجاز دانسته یا نیاز به آن داشته باشد، و اینها حقوق منفی نامیده می‌شوند. آنها اجازه می‌دهند یا نیاز به هیچ کاری ندارند. به عنوان مثال، در برخی از کشورها، به عنوان مثال ایالات متحده، شهروندان حق رأی مثبت دارند و آنها حق منفی دارند که رأی ندهند. مردم می‌توانند انتخاب کنند که در یک انتخابات معین بدون مجازات رأی ندهند. در کشورهای دیگر، به عنوان مثال با این وجود استرالیا، شهروندان حق رأی مثبت دارند اما حق رأی دادن منفی ندارند، زیرا رأی دادن اجباری است. بر این اساس:
- حقوق مثبت: مجوزهایی برای انجام کارها یا حقوقی است که باید به آنها پرداخت شود. یک مثال از یک حق مثبت «حق رفاه» است.
- حقوق منفی: مجوزهایی برای عدم انجام کارها یا حق تنها ماندن است. آزادی خواهان که این حق منفی را به عنوان حق عدم مداخله از قبیل حق در برابر تعرض تصور می‌کنند، اغلب به این تمایز استناد می‌کنند.

اگرچه به همین ترتیب نامگذاری شده‌است، اما نباید حقوق مثبت و منفی را با حقوق فعال (که «امتیازات» و «اختیارات» را شامل می‌شود) و حقوق منفعل (که «ادعاها» و «مصونیت‌ها» را شامل می‌شود) اشتباه گرفت.

### فردی در برابر گروه
مفهوم کلی حقوق این است که این حقوق توسط اشخاص به‌دست می‌آید به این معنا که آنها مجوز و حق انجام کارهایی هستند که افراد دیگر یا دولتها یا مقامات نمی‌توانند آنها را نقض کنند. این درک افرادی مانند نویسنده عین رند است که معتقد است طبق فلسفه وی که به عینی گرایی معروف است فقط افراد از حق برخوردار هستند. با این حال، دیگران استدلال کرده‌اند که شرایطی وجود دارد که در آنها تصور می‌شود گروهی از افراد دارای حقوق یا حقوق گروهی هستند. بر این اساس:
- حقهای فردی: حقوقی است که افراد جدا از عضویت در گروه یا فقدان آن در اختیار دارند.
- حقهای گروه: گفته می‌شود که حقوق گروه زمانی وجود دارد که به گروهی بیش از یک ترکیب مرکب یا مجموعه ای از افراد جداگانه بلکه موجودی در نوع خود تلقی شود. به عبارت دیگر، دیدن گروهی به عنوان موجود متمایز به خودی خود امکان‌پذیر است. این شبیه یک فرد بزرگ شده، یک نهاد شرکتی است که دارای اراده و قدرت عمل متمایز است و می‌توان تصور کرد که دارای حق است. به عنوان مثال، یک دسته از سربازان در جنگ را می‌توان یک گروه متمایز دانست، زیرا افراد منفرد مایلند زندگی خود را برای بقای گروه به خطر بیندازند، بنابراین می‌توان گروه را دارای «حق» برتر دانست به عضو هر شخص به عنوان مثال، سربازی که از افسر سرپیچی کند، می‌تواند به دلیل نقض اطاعت مجازات شود، حتی ممکن است کشته شود. اما احساس دیگری از حقوق گروهی وجود دارد که در آن می‌توان تصور کرد افرادی که عضو یک گروه هستند به دلیل عضویت در یک گروه از حقوق فردی خاصی برخوردار هستند. از این نظر، مجموعه حقوقی که افراد به عنوان اعضای گروه دارند به دلیل عضویت در یک گروه گسترش می‌یابد. به عنوان مثال، می‌توان تصور کرد که کارگرانی که عضو گروهی مانند اتحادیه کارگری هستند، به دلیل عضویت در اتحادیه کارگری مانند حقوق شرایط خاص کار یا دستمزد، حقوق فردی را گسترش داده‌اند. همان‌طور که انتظار می‌رفت، در مورد معنای دقیقاً اصطلاح «گروه» و همچنین اصطلاح «حقوق گروه»، اختلاف نظر قابل توجهی وجود دارد.

می‌توان بین حقوق فردی و گروهی تنش ایجاد کرد. یک نمونه کلاسیک که در آن حقوق گروهی و فردی درگیر می‌شود، درگیری بین اتحادیه‌ها و اعضای آنها است. به عنوان مثال، ممکن است تک تک اعضای اتحادیه دستمزدی بالاتر از دستمزد مورد مذاکره اتحادیه آرزو کنند، اما از طرح درخواست‌های بعدی جلوگیری می‌شود. در یک مغازه به اصطلاح بسته که دارای یک توافق‌نامه امنیتی اتحادیه است، فقط اتحادیه حق تصمیم‌گیری در مورد اعضای فردی اتحادیه مانند نرخ دستمزد را دارد؛ بنابراین، آیا «حقوق فردی» مفروض کارگران در مورد دستمزد مناسب حاکم است؟ یا «حقوق گروهی» اتحادیه در مورد دستمزد مناسب حاکم است؟ واضح است که این عامل تنش است.
دانشکده اقتصاد اتریش معتقد است که فقط افراد اعم از هر گروه انتزاعی هستند یا نه، فکر می‌کنند، احساس می‌کنند و رفتار می‌کنند؛ بنابراین، طبق نظر اقتصاددانان این مکتب، جامعه باید از فرد تجزیه و تحلیل شود. این روش، فردگرایی روش شناختی نامیده می‌شود و اقتصاددانان از آن برای توجیه حقوق فردی استفاده می‌کنند.

### حواس دیگر
تمایزهای دیگر بین حقوق بیش از تمایز دقیق فلسفی به ارتباط تاریخی یا شباهت خانوادگی مربوط می‌شود. این موارد شامل تمایز بین حقوق مدنی و سیاسی و حقوق اقتصادی، اجتماعی و فرهنگی است که مواد اعلامیه جهانی حقوق بشر بین آنها اغلب تقسیم می‌شود. برداشت دیگری از حقوق آنها را در سه نسل گروه‌بندی می‌کند. این تمایزات با آنچه بین حقوق منفی و مثبت و همچنین حقوق فردی و حقوق گروهی همخوانی دارد، اما این گروه‌بندی‌ها کاملاً با هم توأم نیستند.

## سیاست
حقوق اغلب در سوالات اساسی است که دولتها و سیاست‌ها برای مقابله با آنها طراحی شده‌اند. غالباً توسعه این نهادهای سیاسی اجتماعی رابطه دیالکتیکی با حقوق را ایجاد کرده‌اند.
حقوق در مورد موضوعات خاص، یا حقوق گروه‌های خاص، اغلب موارد ویژه ای هستند. غالباً این نگرانی‌ها زمانی به‌وجود می‌آیند که حقوق با سایر مسائل حقوقی یا اخلاقی، حتی گاهی سایر حقوق در تعارض باشد. موارد نگران کننده در طول تاریخ شامل حقوق کار، حقوق LGBT، حقوق تولیدمثل، حقوق معلولیت، حقوق بیمار و حقوق زندانیان بوده‌است. با افزایش نظارت و جامعه اطلاعاتی، حقوق اطلاعات از جمله حق حریم خصوصی اهمیت بیشتری پیدا می‌کند.
برخی از نمونه‌های گروه‌هایی که حقوق آنها مورد توجه خاص است، شامل جانوران و در میان انسان‌ها، گروه‌هایی مانند کودکان و جوانان، والدین (مادر و پدر) و مردان و زنان است.
بر این اساس، سیاست نقش مهمی در توسعه یا به رسمیت شناختن حقوق فوق دارد، و بحث دربارهٔ اینکه رفتارها به عنوان «حقوق» گنجانده شده‌است یک موضوع سیاسی مداوم با اهمیت است. مفهوم حقوق با گرایش سیاسی متفاوت است. حقوق مثبت مانند «حق مراقبت پزشکی» بیشتر مورد تأکید اندیشمندان چپ گرایانه قرار می‌گیرد، در حالی که متفکران راست گرایانه بیشتر بر حقوق منفی مانند «حق دادرسی عادلانه» تأکید دارند.
به‌علاوه، اصطلاح برابری که غالباً با مفهوم «حقوق» گره خورده‌است، اغلب به جهت‌گیری سیاسی فرد بستگی دارد. محافظه کاران و آزادی خواهان و مدافعان بازارهای آزاد معمولاً برابری را با برابری فرصت‌ها مشخص می‌کنند و در فرایند ساختن کارها خواستار قوانینی برابر و منصفانه هستند، در حالی که توافق دارند که بعضی اوقات این قوانین عادلانه به نتایج نابرابر منجر می‌شوند. در مقابل، سوسیالیست‌ها معمولاً برابری را با برابری نتیجه تشخیص می‌دهند و وقتی مردم از کالاها و خدمات برابر برخوردار می‌شوند، انصاف را می‌بینند و بنابراین فکر می‌کنند که مردم حق دارند از بخش‌های ضروری مانند مراقبت‌های بهداشتی یا کمک اقتصادی یا مسکن برخوردار شوند.

## فلسفه
در فلسفه، فرا اخلاق شاخه ای از اخلاق است که می‌خواهد ماهیت خصوصیات اخلاقی، گزاره‌ها، نگرش‌ها و قضاوت‌ها را درک کند. فرا اخلاق یکی از سه شاخه اخلاق است که به‌طور کلی توسط فلاسفه شناخته می‌شود، سایر اخلاق هنجاری و اخلاق کاربردی هستند.
در حالی که اخلاق هنجاری سوالاتی از قبیل "چه کاری باید انجام شود؟" را مورد توجه قرار می‌دهد، بنابراین برخی ارزیابی‌های اخلاقی را تأیید می‌کند و برخی دیگر را رد می‌کند، فرا اخلاق سؤالاتی مانند "خوب بودن چیست؟" را بیان می‌کند؛ و "چگونه می‌توان خوب و بد را تشخیص داد؟"، در تلاش برای درک ماهیت خصوصیات و ارزیابی‌های اخلاقی است.
اخلاق حقوق پاسخی است به این سؤال فرا اخلاقی که اخلاق هنجاری به چه موضوعی مربوط می‌شود (فرا اخلاق همچنین شامل گروهی از سوالات در مورد شناخته شدن، درست یا غلط بودن اخلاق است که اخلاق حقوق مستقیماً به آن توجه نمی‌کند). اخلاق حقوق معتقد است که اخلاق هنجاری مربوط به حقوق است. نظریه‌های فرا اخلاقی جایگزین این است که اخلاق به یکی از موارد زیر توجه دارد:
- وظایف (deontology)
- ارزش (بدیهی‌شناسی)
- فضیلت (اخلاق فضیلت)
- پیامدها (نتیجه گرایی، به عنوان مثال سودگرایی)

اخلاق در حقوق تأثیر بسزایی در تفکر سیاسی و اجتماعی داشته‌است. در اعلامیه جهانی حقوق بشر مثالهای مشخصی از حقوق پذیرفته شده گسترده آورده شده‌است.

### انتقاد
برخی از فلاسفه از حقوق به عنوان موجوداتی مشکوک از نظر هستی شناختی انتقاد کرده‌اند. به عنوان مثال، اگرچه جرمی بنتام، فیلسوف منفعت طلب با تمدید حقوق قانونی فردی مخالف ایده قانون طبیعی و حقوق طبیعی بود و آنها را «مزخرف بر پایه‌های چوبی» خواند. به‌علاوه، می‌توان توانایی حقوق ایجاد عدالت برای همه را زیر سؤال برد.

## انواع حق

### انواع حق عام
- حق آزادی اندیشه یا آزادی فکری اصل۲۳
- حق آزادی بیان اصل۲۴
- حق آزادی پس‌ازبیان
- حق آزادی اجتماعات اصل۲۷
- حق آزادی انتخاب شغل اصل۲۸
- حق آزادی مطبوعات یا آزادی رسانه اصل۲۴
- حق آزادی خواندن
- حق آزادی ادیان
- حق آزادی مدنی
- حق آزادی سیاسی
- حق آزادی اقتصادی
- حق آزادی مذهب
- حق آزادی انجمن
- حق آزادی منفی
- حق اختراع:حق اختراع حقی است که مخترع و سازندهٔ اثر اختراعی در اثر ثبت اختراع و به صورت انحصاری و موقت و مشروط به رعایت تکالیف مقرر در قوانین مربوط در جهت استعمال، انتقال، فروش، عرضه، واردات و اعطای مجوز بهره‌برداری به دست می‌آورد.
- حق امتیاز، حق اختراع: (پتنت) حق انحصاری است که در قبال اختراع ثبت شده به مخترع داده می‌شود.
- حق انتخاب وکیل اصل۳۵
- حقوق بشر
- حق برابری اصل ۱۹
- حق برخورداری ازتأمین اجتماعی اصل۲۹
- حق تکثیر: کپی‌رایت مجموعه‌ای از حقوق انحصاری است که به ناشر یا پدیدآورندهٔ یک اثر اصل و منحصربه‌فرد تعلق می‌گیرد و حقوقی از قبیل نشر، تکثیر و الگوبرداری از اثر را شامل می‌شود
- حق مالکیت:هر کسی از حق مالکیت به تنهایی و نیز در شراکت با دیگران برخوردار است

### انواع حق خاص
- حق‌الله: آیین‌های مذهبی که گفته می‌شود وظایفی است که خدا سفارش کرده‌است، مانند نماز و روزه.
- حق آب:در قانون آب، به حقوق هر فرد برای استفاده از منابع آب گفته می‌شود. به‌طور کلی حق آب عبارتست از: سهم شروع و مقرر روستا، مزرعه، باغ، خانه از آب رود، چشمه، قنات، آب‌های زیرزمینی یا چاه در ساعات و به اندازه معلوم حقابه
- حق آب و گل: صاحب امتیاز بودن به دلیل سکونت دیرینه در جایی.
- حق آموزش:حق آموزش شامل مسئولیت فراهم آوری آموزش مقدماتی برای افرادیست که آموزش ابتدایی را نگذرانده‌اند
- حق انتفاع:حقی که به موجب آن شخص می‌تواند از ملک غیر بهره‌مند شود.
- حق انتخاب مسکن و محل اقامت اصل۳۱ و۳۳
- حق آزادی حرکت
- حق‌الارض: حقی که به مالک زمین دهند برای کشت یا چرانیدن مواشی یا مرور و امثال آن.
- حق‌البوق: ۱-رشوه، انعام ۲-باج.
- حق امتناع زوجه:زن می‌تواند تا مهریه او تسلیم نشده از ایفاء وظایفی که در مقابل شوهر دارد امتناع کند، مشروط بر اینکه مهر او حالّ باشد و این امتناع مسقط حق نفقه نخواهد بود
- حق تابعیت اصل۴۱
- حق‌التدریس، حق‌التعلیم: پاداشی که به آموزگار دهند برای درس گفتن.
- حق‌التولیه: مستمری که متولی موقوفه‌ای از درآمد آن برداشت می‌کند.
- حق‌الثبت: آنچه به دفترداران و غیره بپردازند برای ثبت قراردادی یا عقدی و جز آن.
- حق حبس:اختیاری برای هر یک از طرفین قرارداد است که بر اساس آن حق دارند اجرای تعهد خود را موکول به اجرای تعهد دیگری کنند
- حق حساب: رشوه، باج
- حق دادخواهی ال۳۴
- حق دینی:حقی است بر انجام عمل یا ترک عملی
- حق ذهنی:حقّی است که متعلّق به یک شخص یا بخشی از یک اجتماع است؛ یعنی اختیاری یا اختیاراتی که به آن‌ها داده شده تا بعضی فعالیّت‌ها را انجام دهند
- حق ریشه: در حقوق ایران هنگامی که کشاورز ریشه کشت خود را با اجازه مالک در زمین ایجاد کند، ریشه موجود در زمین متعلق به کشاورز است حتی بعد از پایان یافتن عقد مزارعه.
- حق رأی: داشتن اجازه نظر دادن در انتخابات
- حق سکوت: خموشانه، پولی که کسی برای فاش نکردن سری از دیگری بگیرد.
- حق شرب: حق دریافت مقدار معینی آب است که به کشاورزان فروخته می‌شود.
- حق شرط:در حقوق بین‌الملل به معنای خودداری از اعمال بخشی از مقررات یک معاهده توسط یکی از طرف‌های آن معاهده است
- حق شهرت:یک حق عمومی در مالکیت فکری است و به حق ذاتی هر انسان در کنترل استفادهٔ تجاری از هویتش گفته می‌شود
- حق شفعه:شریک می‌تواند مبلغی را که شخص سوم به شریک خود داده را به وی بدهد و سهم وحق وی را تملک کند
- حق عینی:حق عینی در این معنی، سلطه‌ای‌ست که شخص معیّن نسبت به یک شیء معین مادی دارد و می‌تواند آن را مستقیم و بدون واسطه اجرا کند. دارنده، به موجب این حق می‌تواند در حدود قانون از آن شیء استفاده نماید
- حق عبور: پولی که برای دریافت اجازه عبور یا ترانزیت کالا از جایی بدهند.
- حق‌العمل: کارمزد، پولی که بابت فروش کالایی از صاحب کالا دریافت کنند یا بابت انجام سفارشی از سفارش‌دهنده بگیرند.
- حق فنی:مبلغی است که در ازای تحویل هر نسخه به بیمار در ایران از مردم دریافت می‌گردد.
- حق‌القدم: پامزد، پولی که برای عیادت و معاینه بیمار به پزشک داده می‌شود.
- حق قسم:یکی از حقوق مشترک زن و شوهر در هنگام ازدواج در اسلام است.
- حق مؤلف:یکی از انواع مالکیت فکری است که به حقوق مادی و معنوی پدیدآورندگان آثار ادبی و هنری گفته می‌شود. حق تألیف
- حق مرتع: حقی که چوپانان و چوبداران به صاحبان مراتع و چراگاه‌ها دهند برای چرانیدن دام‌های خویش در آن.
- حق مصونیت قانونی اصل۲۲
- حق‌الناس: حقوق مردم، آنچه که حق انسان است و باید رعایت شود اعم از جان و مال و ناموس و شرف و آبرو.
- حق الوکاله: پولی که وکیل دادگستری برای کاری که انجام می‌دهد از موکل خود می‌گیرد.
- حق المشاوره: مبلغی است که افراد در قبال دریافت انواع مشاوره پرداخت می‌کنند.
- حق‌الزحمه: پولی است که افراد در قبال زحمت و کاری که برای دیگران انجام می‌دهند دریافت می‌کنند.
- حق وتو: حق وتو حقی است که در یک نظام رای‌گیری به‌وسیله آن می‌توان نظر مخالف یک یا چند رای‌دهنده، فارغ از نتیجه شمارش آرا، را ملغی کرد.

## تاریخچه
ملاحظات خاص در تعریف مشخص از حقوق، در دوران مختلف تاریخ، بارها تغییر کرده‌است. در بسیاری موارد، تعریف یک گروه از حقوق، در تضادی قهرآمیز با سایر گروه‌ها قرار داشت. در حوزه سیاسی، هرگاه موضوع حقوق، از نظر تاریخی اهمیت داشت، قوانین اساسی کشورها به تعیین حقوق مدنی اشخاص می‌پرداختند. 
در طول تاریخ، بسیاری از مفاهیم حقوقی، مقتدرانه و دارای سلسله مراتب هرمی بودند. تناسب حقوقی در ارتباط میان افراد، وجود نداشت و حق یک فرد می‌توانست، بارها از حقوق دیگران بیشتر باشد. برای مثال، وظیفهٔ پسر، در احترام به پدر، بر اساس حق پسر، به دریافت مراقبت پدرانه، تعریف نمی‌شد. یا حقوق مسلم پادشاه، حق متقابلی را برای زیردستان، تضمین نمی‌کرد.

در مقایسه، تعریف حقوق در نسخه‌های جدید، به روال انقلاب آمریکا و فرانسه، بر آزادی و برابری تأکید می‌کند.
اسناد مهم در تاریخ سیاسی حقوق عبارتند از:
- شاهنشاهی هخامنشی در ایران باستان، در قرن ششم قبل از میلاد، اصول بی‌سابقه‌ای را به عنوان حقوق بشر بنیان گذاشت. پس از فتح بابل، در سال ۵۳۹ قبل از میلاد، به فرمان پادشاه وقت کوروش بزرگ، منشور حقوق بشر بر استوانه ای نگاشته شد. استوانه ای که در سال ۱۸۷۹م، برابر با ۱۲۵۸خ، کشف شد و امروزه توسط بسیاری اولین سندی به حساب می‌آید که حقوق بشر را در دستور کار قرار داده‌است.[۵][۶][۷]
- میثاق مدینه در عربستان، در سال ۶۲۲م، قوانینی را در تعیین حقوق مؤمنان، مسلمانان، یهودیان، مسیحیان و پیروان دیگر ادیان آسمانی وضع کرد.[۸]
- منشور کبیر در سال ۱۲۱۵م، به تصویب رسید و حقوق پادشاه انگلستان را محدود کرد و بر وظایف پادشاه در قبال منافع مالکان زمین، و اشراف، تأکید کرد. به عقیده بسیاری، این وظایف بعدها، تعمیم پیدا کرد و مبنای رعایت حقوق مردم عادی، و از جمله حق برخورداری از محاکمه عادلانه، قرار گرفت.[۹]
- اعلامیه حقوق ۱۶۸۹م، تصریح کرد که همه اهالی انگلستان، طبق تعریف پارلمان انگلستان، دارای حقوق مدنی و سیاسی مشخصی هستند.
- اعلامیه حقوق ویرجینیا، در سال۱۷۷۶م، حقوق ذات طبیعی انسان را یادآور شد و تفکیک قوا را تعریف کرد.
- اعلامیه استقلال ایالات متحده آمریکا در سال ۱۷۷۶م، حقوق انسان را به اختصار، شامل و اما نه محدود به، حق زیستن، آزادی و جستجوی خوشبختی تبیین کرد. سه اصلی که بعدها مبنای شعار: «آزادی، برابری و برادری» در فرانسه قرار گرفت.[۱۰]
در ژاپن، این شعار همچنان در ماده سیزده فصل سوم قانون اساسی سال ۱۹۴۷م، یافت می‌شود.[۱۱] همین شعار در سال ۱۹۴۵م، توسط هو شی مین در اعلام استقلال ویتنام شمالی، سر داده شد.[۱۲] در نخستین کنگره قاره‌ای همین شعار به نوعی، در قطعنامه حقوق استعمارات، به صورت: «جان، مال و آزادی» تکرار شد. همچنین در اعلامیه جهانی حقوق بشر آمده‌است: «هر کس حق زندگی، آزادی و امنیت شخصی دارد». که باز یادآور همین شعار است.
- اعلامیه حقوق بشر و شهروند، در سال ۱۷۸۹م، یکی از اسناد انقلاب فرانسه است که درآن، مجموعه ای از حقوق فردی و جمعی مردم عادی وصف شده‌است.
- منشور حقوق ایالات متحده آمریکا، بین سالهای ۱۷۸۹ تا ۱۷۹۱م، در ۱۰ اصلاحیه اول قانون اساسی ایالات متحده آمریکا، به تعریف از آن دسته از حقوق شخصی می‌پردازد که دولت از مداخله درآنها منع شده‌است. از جملهٔ این حقوق، یکی حق مالکیت و حمل اسلحه و دیگری حق تشکیل هیئت منصفه در محاکمات است.
- اعلامیه جهانی حقوق بشر در سال ۱۹۴۸م، مجموعه ای از قوانین ارشد، که دولتها، سازمانها و افراد، در تعامل با یکدیگر، موظف به رعایتشان هستند را معرفی کرده و حقوق برابر و سلب ناپذیر همه اعضای خانوادهٔ بشری را اساس برقراری صلح، عدالت و آزادی در جهان قرار می‌دهد.
- در سال ۱۹۵۰م، کنوانسیون اروپایی حقوق بشر، به ابتکار شورای اروپا، برای حمایت از آزادی‌ها و حقوق اساسی بشر، به تصویب رسید.
- میثاق بین‌المللی حقوق مدنی و سیاسی که در سال ۱۹۶۶م، از تصویب سازمان ملل متحد گذشت، ادامه و در مسیر تکمیل اعلامیه جهانی حقوق بشر است و به شرح حقوق مدنی و سیاسی افراد می‌پردازد.
- میثاق بین‌المللی حقوق اقتصادی، اجتماعی و فرهنگی، مصوب سال ۱۹۶۶م، پیرو دیگر اعلامیه‌های جهانی حقوق بشر، به شرح حقوق اقتصادی، اجتماعی و فرهنگی افراد و مؤسسات می‌پردازد.
- منشور حقوق و آزادی کانادا در سال ۱۹۸۲م، برای محافظت از حقوق شهروندان کانادایی در برابر اقدامات و سیاست‌های دولت، در تمام سطوح، به تصویب رسید.[۱۳]
- منشور حقوق بنیادین اتحادیه اروپا که در سال ۲۰۰۰م، به تصویب رسید، یکی از جدیدترین اسناد حقوقی در زمینه شرح حقوق بشر است.